# Telsimia
Telsimia – rodzaj chrząszczy z rodziny biedronkowatych i podrodziny Coccinellinae. Obejmuje 56 opisanych gatunków.

## Morfologia
Chrząszcze o silnie wysklepionym, w zarysie krótko-owalnym ciele długości od 1 do 2,5 mm. Ubarwienie mają zwykle jednolicie błyszcząco czarne lub czarne z zielonkawym połyskiem, rzadko pokrywy są dwubarwne. Wierzch ciała gęsto porastają delikatne włoski równych długości.
Głowa jest silnie poprzeczna, zaopatrzona w duże oczy oraz bardzo krótkie, zbudowane z 6 lub 7 członów czułki. Krótki nadustek jest pośrodku wykrojony, a po bokach przedłużony tak, że nakrywa nasady czułków i dzieli częściowo oczy. Każda żuwaczka ma ząb przedwierzchołkowy, dobrze wykształconą molę i ząb molarny. Głaszczki szczękowe mają wierzchołek ostatniego członu lekko zwężony lub ukośnie ścięty. Głaszczki wargowe mają stożkowaty człon ostatni. 
Przedplecze jest silnie poprzeczne, o przedniej krawędzi obrzeżonej, po bokach silniej niż pośrodku wykrojonej, krawędziach bocznych silnie opadających i obrzeżonych, a krawędzi tylnej łukowatej lub lekko dwufalistej. Między pokrywami widnieje mała, trójkątna tarczka. Pokrywy są silnie sklepione, niewiele dłuższe niż szerokie, o mocno zwężających się ku szczytowi, ale osiągających go epipleurach. Użyłkowanie skrzydeł tylnej pary jest uwstecznione. Przedpiersie ma wyrostek międzybiodrowy szerokości bioder, lekko wypukły, na szczycie ścięty, pozbawiony żeberek, grubo punktowany. Na przedpiersiu znajduje się ukośna listewka do podtrzymywania goleni w spoczynku. Śródpiersie jest szerokie, płytko wykrojone pośrodku przedniej krawędzi, z tyłu oddzielone szwem od zapiersia zaopatrzonego w linie zabiodrowe. Odnóża mają przeciętnie rozszerzone uda, pozbawione ostróg golenie o krawędziach zewnętrznych kątowo przed szczytem załamanych oraz trójczłonowe stopy, zwieńczone niezmodyfikowanymi, zaopatrzonymi w wyrostek lub rozdwojonymi pazurkami.
Odwłok ma pięć widocznych na spodzie sternitów (wentrytów), z których dwa pierwsze są częściowo zespolone, ale z dobrze zaznaczonym szwem. Płytki zabiodrowe na pierwszym wentrycie są od zewnątrz niepełne. Wentryt piąty jest tak długi jak te od drugiego do czwartego razem wzięte. Genitalia samca mają symetryczny tegmen, zredukowane do postaci prętowatej paramery, krótki płat środkowy edeagusa oraz zredukowane do postaci guzka lub beleczki na błonie spiculum gastrale. Genitalia samicy mają niezesklerotyzowaną spermatekę oraz długie gonokoksyty, z których każdy ma na szczycie wydatny stylik z parą szczecinek.

## Ekologia i występowanie
Przedstawiciele rodzaju naturalnie zamieszkują Afrykę, Azję Wschodnią, Południową i Południowo-Wschodnią, Nową Gwineę i Australię. Ponadto niektóre gatunki introdukowano w Mikronezji, na Hawajach i w Kalifornii. Mimo szerokiego rozprzestrzenienia rodzaju poszczególne gatunki często mają dość ograniczone zasięgi. W Chinach stwierdzono występowanie 20 gatunków, a w Australii 16.
Zarówno larwy, jak i owady dorosłe są drapieżnikami żerującymi na czerwcach (kokcydofagi), preferującymi przedstawicieli tarcznikowatych.

## Taksonomia
Takson ten wprowadzony został po raz pierwszy w 1889 roku przez Thomasa Blackburna pod nazwą Lipernes. Okazała się ona jednak młodszym homonimem nazwy wprowadzonej w 1879 roku przez George’a Roberta Waterhouse’a. Stąd za ważną uznaje się nazwę Telsimia wprowadzoną w 1899 roku przez Thomasa Lincolna Caseya. W 1900 roku Blackburn proponował zastąpienie Lipernes nazwą Notolipernes. W 1926 roku Edward Albert Chapin dokonał synonimizacji Lipernes i Notolipernes z Telsimia oraz wyznaczył Telsimia tetrasticta gatunkiem typowym rodzaju.
Do rodzaju tego należy 56 opisanych gatunków, w tym:

- Telsimia abdita Ślipiński, Pang & Pope, 2005
- Telsimia acaciae Ślipiński, Pang & Pope, 2005
- Telsimia angulata (Blackburn, 1889)
- Telsimia bangalorensis Kapur, 1969
- Telsimia bicolor Kapur, 1969
- Telsimia cassicula Ślipiński, Pang & Pope, 2005
- Telsimia ceylonica (Weise, 1900)
- Telsimia chayuensis Wang, 2022
- Telsimia chujoi Miyatake, 1959
- Telsimia crebra (Blackburn, 1895)
- Telsimia darjeelingensis Kapur, 1969
- Telsimia elainae Chazeau, 1984
- Telsimia elongate Hoàng, 1985
- Telsimia emarginata Chapin, 1926
- Telsimia flavomaculata Poorani, 2003
- Telsimia forcipata Wang, 2022
- Telsimia gibbosa (Blackburn, 1895)
- Telsimia glorious Ślipiński, Pang & Pope, 2005
- Telsimia huiliensis Pang et Mao, 1979
- Telsimia humidiphila Kapur, 1969
- Telsimia jinyangiensis Pang et Mao, 1979
- Telsimia latus Wang, 2022
- Telsimia leucoceps Ślipiński, Pang & Pope, 2005
- Telsimia lobatus Wang, 2022
- Telsimia lunata Wang, 2022
- Telsimia martis (Mulsant, 1853)
- Telsimia menglaensis Wang, 2022
- Telsimia nagasakiensis Miyatake, 1978
- Telsimia nigra (Weise, 1879)
- Telsimia obscuripes (Lea, 1902)
- Telsimia occidua Ślipiński, Pang & Pope, 2005
- Telsimia palitans Ślipiński, Pang & Pope, 2005
- Telsimia parascymnoides Wang, 2022
- Telsimia parvus Wang, 2022
- Telsimia postocula Kapur, 1967
- Telsimia rossi Ślipiński, Pang & Pope, 2005
- Telsimia rotunda Ślipiński, Pang & Pope, 2005
- Telsimia rotundata (Motschulsky, 1859)
- Telsimia scymnoides Miyatake, 1978
- Telsimia shirozui Miyatake, 1965
- Telsimia sichuanensis Pang et Mao, 1979
- Telsimia subviridis (Blackburn, 1892)
- Telsimia tetrasticta Casey, 1899
- Telsimia yapensis Chapin, 1965[8]